# Milan Klemenčič (umetnik)
Milan Klemenčič, slovenski slikar, kostumograf, scenograf, lutkar in fotograf, * 7. marec 1875, Solkan, † 5. februar 1957, Ljubljana.

## Življenjepis
Klemenčič je pri sedmih letih osirotel. Živel je pri babici in po končani ljudski šoli od 1885 do 1889 obiskoval goriško in 1890 tržaško gimnazijo. Nato je študiral slikarstvo na slikarskih akademijah v Benetkah (1891), Milanu (1892) in Münchnu (1893-1894). Leta 1895 je služil kot enoletni prostovoljec pri mornarici, potoval nato v Egipt in Bližnji Orient ter se po vrnitvi nastanil v Gorici, kjer je vstopil v sodno službo. V letih 1901 in 1902 je v Münchnu absolviral »Malklasse« pri Lietzenmayerju. Leta 1903 se ja naselil v Šturjah pri Ajdovščini in se zaposlil kot uradnik na sodišču. Tam je tudi poučeval risanje in geometrijo na obrtno-nadaljevalni šoli do 1914, ko je moral na vojsko.

## Delo
Po končani prvi svetovni vojni, ko se je družina iz porušenega Solkana zatekla v Domžale, se je preselil v Ljubljano, kjer je postal 1919 vodja Slovenskega marionetnega gledališča. Leta 1920 je bila v ljubljanskem Mestnem domu krstna predstava Poccijeve igre Čarobne gosli, za katero je Klemenčič naredil načrt za oder ter zasnoval in izdelal sceno ter lutke.
Klemenčič je slikal portrete, marine in krajine v olju in akvarelu; razstavil je 1907 in 1925 v ljubljanskem v Jakopičevem paviljonu, v Trstu 1908–1910 v Circolo artistico in na Prvi slovenski umetniški razstavi 1910. Bavil se je z restavriranjem in projektiral gledališke inscenacije: »La Gioconda« (d'Annunzio) Gorica 1905, za gostovanje E. Duse, »La Nave« (d'Annunzio) 1910 za gledališče Malibran v Benetkah ter za mnoge primorske podeželske odre. V sezoni 1921/1922 je kot šef opreme v Ljubljanskem narodnem gledališču projektiral inscenacijo za opero Lepa Vida (R. Savina), Vesele žene windsorske, Thais, Tosco, Sen kresne noči, Figarovo svatbo in Judito (Hebbel). Leta 1911 je po vzorcu »Marionettentheater Münchner Künstler« napravil izvirno zasebno marijonetno gledališče v Ajdovščini, z lastnimi lutkami, kostumi in scenerijo. Od 1920 do 1924 je ustvaril in umetniško vodil Slovensko marionetno gledališče v Ljubljani ter uprizoril igre Poccija, Bendorfa, Novellija, Anne Vertue Gentile, Ivana Laha ter svojega »Fausta«.
Od konca 19. stoletja do začetka prve svetovne vojne se je Klemenčič udejstvoval tudi kot fotograf amater. Poleg zanimivih fotografij z motiviko iz Vipavske doline je leta 1907 kot prvi na Slovenskem naredil barvne posnetke. Motivi so bili avtoportret, tihožitja in krajine. Vplival je na rojaka Vena Pilona.